# ハイドンのピアノソナタ一覧
本項はフランツ・ヨーゼフ・ハイドンが作曲したピアノソナタの作品の一覧である。

## 概要
ハイドンが作曲したピアノソナタは、疑問視や偽作、消失作もこれに含めば、全65曲存在する。ホーボーケン番号では16番（XVI）に分類される。
「ピアノソナタ」と称しているが、実際にはこれらの作品がピアノ（フォルテピアノ）用であるかチェンバロ用であるかは明らかでない。1760年代のものはチェンバロ用、1770年代の曲も大体チェンバロ用または両用であるが、1780年代になるとピアノを想定した曲が増え、1780年代後半以降はっきりピアノ曲になる。ハイドン本人は1788年にはじめて自分のピアノを持ったのであり、ピアノで作曲された最初の曲は第49番（ランドンでは第59番）である。
なお、初期においてはハイドンはソナタではなくディヴェルティメントやパルティータと呼んでいる。最初にソナタの語が使われたのは第20番（1771年）である。
20世紀はじめに編纂された旧ハイドン全集（GA）ではカール・ペスラー（Karl Päsler）の校訂によって52曲のソナタが出版され、ホーボーケン番号（Hob.）はこの全集の番号を利用している。しかし、52曲のうちにはハイドンの作でないことがわかったものや、編曲に過ぎないものがある。新発見の作品や断片を加えた新しい全集にはハイドン全集（JHW）のフェーダーによるソナタ全曲版（ヘンレ社版、3巻、1964年～1970年）と、クリスタ・ランドン（H.C.ロビンス・ランドン夫人）によるピアノソナタ全集（ウィーン原典版の初版、3巻、1964年～1966年）があるが、両者の収録曲は一致せず、これらの中にも真偽未詳曲が含まれている。また、ランドン版の番号（L.）は曲を年代順に並べ替えたためにそれ以前の番号と互換性がなくなっている。本記事ではホーボーケン番号の順序によって挙げている。

## 楽曲一覧
大半の曲はモーツァルトやベートーヴェンのピアノソナタに陰に隠れ知名度が高くないが、近年ではピアニストのレパートリーとなりつつあり、再評価が進んでいる。とくに後期の曲（第48番～第52番）は演奏も多い。また、第20番はハイドンのいわゆるシュトルム・ウント・ドラング期を代表する短調の曲として知られる（なお、この曲は1770年代のものだが、強弱記号からピアノ用に書かれたと考えられる）。
1970年前後にはヴァルター・オルベルツやジョン・マッケイブ（John McCabe）によってピアノソナタ全集が録音され、その後、様々なピアニストらによって多数の全集が録音されている。
ハイドンのピアノソナタはソナチネアルバムやソナタアルバムに掲載されており、その中では第35番ハ長調 作品30-1 Hob. XVI:35が有名である。
太字は「ハイドン ソナタ集」（全音楽譜出版社）に収録されている曲。
| XVI   | 曲名 ※（）内はランドン版の番号                 | 作曲年代     | 備考 |
| ----- | ---------------------------------------------- | ------------ | --- |
| 1     | ピアノソナタ第1番（第10番） ハ長調             | 1750-55?     | |
| 2     | ピアノソナタ第2番（第11番） 変ロ長調           | 作曲年不明   | |
| 3     | ピアノソナタ第3番（第14番） ハ長調             | 1765?        | |
| 4     | ピアノソナタ第4番（第9番） ニ長調              | 1765頃?-1772 | |
| 5     | ピアノソナタ第5番（第8番） イ長調              | 作曲年不明   | 真偽が問われる作品だが、1803年にハイドン自身が自作と認めている。 |
| 6     | ピアノソナタ第6番（第13番） ト長調             | 作曲年不明   | |
| 7     | ピアノソナタ第7番（第2番） ハ長調              | 1750頃?      | |
| 8     | ピアノソナタ第8番（第1番） ト長調              | 1750頃?      | |
| 9     | ピアノソナタ第9番（第3番） ヘ長調              | 1766/1760?   | |
| 10    | ピアノソナタ第10番（第6番） ハ長調             | 作曲年不明   | 1803年にハイドン自身が自作と認めている。 |
| 11    | ピアノソナタ第11番（第5番） ト長調             | 作曲年不明   | 真偽が問われる作品だが、1803年にハイドン自身が自作と認めている。 |
| 12    | ピアノソナタ第12番（第12番） イ長調            | 作曲年不明   | 真偽が問われる作品だが、1803年にハイドン自身が自作と認めている。 |
| 13    | ピアノソナタ第13番（第15番） ホ長調            | 1766/1760?   | |
| 14    | ピアノソナタ第14番（第16番） ニ長調            | 作曲年不明   | |
| 15    | ピアノソナタ第15番 ハ長調 作品41-3             | 作曲年不明   | ディヴェルティメント ハ長調 Hob. II:11『夫と妻、誕生日』の編曲。 |
| 16    | ピアノソナタ第16番 変ホ長調                    | 1750-55?     | 疑作 |
| 17    | ピアノソナタ第17番 変ロ長調 作品53-1           | 作曲年不明   | 偽作、1932年にJ. G. シュヴァーネンベルガーによるものであると判明している。 |
| 18    | ピアノソナタ第18番（第20番） 変ロ長調          | 作曲年不明   | 偽作。 |
| 19    | ピアノソナタ第19番（第30番） ニ長調 作品53-2   | 1767         | 偽作。 |
| 20    | ピアノソナタ第20番（第33番） ハ短調 作品30-6   | 1771         | |
| 21    | ピアノソナタ第21番（第36番） ハ長調 作品13-1   | 1773         | 作品13はエステルハージ侯のための6つのソナタとして1774年に出版されている。 |
| 22    | ピアノソナタ第22番（第37番） ホ長調 作品13-2   | 1773         | 作品13はエステルハージ侯のための6つのソナタとして1774年に出版されている。 |
| 23    | ピアノソナタ第23番（第38番） ヘ長調 作品13-3   | 1773         | 作品13はエステルハージ侯のための6つのソナタとして1774年に出版されている。 |
| 24    | ピアノソナタ第24番（第39番） ニ長調 作品13-4   | 1773?        | 作品13はエステルハージ侯のための6つのソナタとして1774年に出版されている。 |
| 25    | ピアノソナタ第25番（第40番） 変ホ長調 作品13-5 | 1773?        | 作品13はエステルハージ侯のための6つのソナタとして1774年に出版されている。 |
| 26    | ピアノソナタ第26番（第41番） イ長調 作品13-6   | 1773         | 作品13はエステルハージ侯のための6つのソナタとして1774年に出版されている。 |
| 27    | ピアノソナタ第27番（第42番） ト長調 作品14-1   | 1774-1776?   | 作品14は1776年に出されたが、作曲年は明らかでない。 |
| 28    | ピアノソナタ第28番（第43番） 変ホ長調 作品14-2 | 1774-1776?   | 作品14は1776年に出されたが、作曲年は明らかでない。 |
| 29    | ピアノソナタ第29番（第44番） ヘ長調 作品14-3   | 1774         | 作品14は1776年に出されたが、作曲年は明らかでない。 |
| 30    | ピアノソナタ第30番（第45番） イ長調 作品14-4   | 1774-1776    | 作品14は1776年に出されたが、作曲年は明らかでない。 |
| 31    | ピアノソナタ第31番（第46番） ホ長調 作品14-5   | 1774-1776    | 作品14は1776年に出されたが、作曲年は明らかでない。 |
| 32    | ピアノソナタ第32番（第47番） ロ短調 作品14-6   | 1774-1776    | 作品14は1776年に出されたが、作曲年は明らかでない。 |
| 33    | ピアノソナタ第33番（第34番） ニ長調 作品41-1   | 1778以前?    | |
| 34    | ピアノソナタ第34番（第53番） ホ短調 作品42     | 1783/84      | |
| 35    | ピアノソナタ第35番（第48番） ハ長調 作品30-1   | 作曲年不明   | 作品30（第20番、第35番～第39番）は1780年に「ソナタ集 第1巻」としてウィーンで出版されたことから、それ以前の作であることが確定されている。当時ピアノの名手として知られたアウエンブルッガー姉妹に献呈された。                                                                 |
| 36    | ピアノソナタ第36番（第49番） 嬰ハ短調 作品30-2 | 作曲年不明   | 作品30（第20番、第35番～第39番）は1780年に「ソナタ集 第1巻」としてウィーンで出版されたことから、それ以前の作であることが確定されている。当時ピアノの名手として知られたアウエンブルッガー姉妹に献呈された。                                                                 |
| 37    | ピアノソナタ第37番（第50番） ニ長調 作品30-3   | 作曲年不明   | 作品30（第20番、第35番～第39番）は1780年に「ソナタ集 第1巻」としてウィーンで出版されたことから、それ以前の作であることが確定されている。当時ピアノの名手として知られたアウエンブルッガー姉妹に献呈された。                                                                 |
| 38    | ピアノソナタ第38番（第51番） 変ホ長調 作品30-4 | 1779-1780    | 作品30（第20番、第35番～第39番）は1780年に「ソナタ集 第1巻」としてウィーンで出版されたことから、それ以前の作であることが確定されている。当時ピアノの名手として知られたアウエンブルッガー姉妹に献呈された。                                                                 |
| 39    | ピアノソナタ第39番（第52番） ト長調 作品30-5   | 1779-1780    | 作品30（第20番、第35番～第39番）は1780年に「ソナタ集 第1巻」としてウィーンで出版されたことから、それ以前の作であることが確定されている。当時ピアノの名手として知られたアウエンブルッガー姉妹に献呈された。                                                                 |
| 40    | ピアノソナタ第40番（第54番） ト長調 作品37-1   | 作曲年不明   | 作品37は1784年に「ソナタ集 第2巻」としてウィーンで出版されたことから、それ以前の作であることが確定されている。エステルハージ侯爵の孫で、後に侯爵を襲位したニコラウス（2世）とマリア・ヨーゼファの結婚（1783年9月）の祝賀のために作曲され、マリア・ヨーゼファに献呈された。 |
| 41    | ピアノソナタ第41番（第55番） 変ロ長調 作品37-2 | 作曲年不明   | 作品37は1784年に「ソナタ集 第2巻」としてウィーンで出版されたことから、それ以前の作であることが確定されている。エステルハージ侯爵の孫で、後に侯爵を襲位したニコラウス（2世）とマリア・ヨーゼファの結婚（1783年9月）の祝賀のために作曲され、マリア・ヨーゼファに献呈された。 |
| 42    | ピアノソナタ第42番（第56番） ニ長調 作品37-3   | 作曲年不明   | 作品37は1784年に「ソナタ集 第2巻」としてウィーンで出版されたことから、それ以前の作であることが確定されている。エステルハージ侯爵の孫で、後に侯爵を襲位したニコラウス（2世）とマリア・ヨーゼファの結婚（1783年9月）の祝賀のために作曲され、マリア・ヨーゼファに献呈された。 |
| 43    | ピアノソナタ第43番（第35番） 変イ長調 作品41-4 | 作曲年不明   | |
| 44    | ピアノソナタ第44番（第32番） ト短調 作品54-1   | 作曲年不明   | |
| 45    | ピアノソナタ第45番（第29番） 変ホ長調 作品54-2 | 1766         | |
| 46    | ピアノソナタ第46番（第31番） 変イ長調 作品54-3 | 作曲年不明   | |
| 47    | ピアノソナタ第47番（第57番） ヘ長調 作品55     | 1788以前     | 疑作。ホ短調の版（XVI:47bis）が存在する。 |
| 48    | ピアノソナタ第48番（第58番） ハ長調 作品89     | 1789         | |
| 49    | ピアノソナタ第49番（第59番） 変ホ長調 作品66   | 1789-90      | |
| 50    | ピアノソナタ第50番（第60番） ハ長調 作品79     | 1794-95頃    | |
| 51    | ピアノソナタ第51番（第61番） ニ長調 作品93     | 1794-95頃    | |
| 52    | ピアノソナタ第52番（第62番） 変ホ長調 作品82   | 1794         | |
| G1    | ピアノソナタ（第4番） ト長調                   | 作曲年不明   | |
| D1    | ピアノソナタ（第7番） ニ長調                   | 作曲年不明   | 偽作。 |
| Es2   | ピアノソナタ（第17番） 変ホ長調                | 1755?        | 疑作。 |
| Es3   | ピアノソナタ（第18番） 変ホ長調                | 1764?        | 疑作。 |
| 47bis | ピアノソナタ（第19番） ホ短調                  | 1765?        | |
| 2a    | ピアノソナタ（第21番） ニ短調                  | 作曲年不明   | 消失 |
| 2b    | ピアノソナタ（第22番） イ長調                  | 作曲年不明   | 消失 |
| 2c    | ピアノソナタ（第23番） ロ長調                  | 作曲年不明   | 消失 |
| 2d    | ピアノソナタ（第24番） 変ロ長調                | 作曲年不明   | 消失 |
| 2e    | ピアノソナタ（第25番） ホ短調                  | 作曲年不明   | 消失 |
| 2g    | ピアノソナタ（第26番） ハ長調                  | 作曲年不明   | 消失 |
| 2h    | ピアノソナタ（第27番） イ長調                  | 作曲年不明   | 消失 |
| 5a    | ピアノソナタ（第28番） ニ長調                  | 1767-1780頃  | かつて四重奏曲（Hob. IV:5）とされていた。1961年に自筆楽譜の断片が発見され、チェンバロ独奏曲と判明した。 |

## 楽譜
- ウィーン原典版（音楽之友社版）
  - 旧版ではランドン版の番号順に並んであったが、2013年2月から同年12月にかけて発売された全4巻の新版では、ホーボーケン番号順に並べ替えている。但し、番号順に掲載されているとは限らない。事実上、前後して掲載されている。
- ヘンレ社原典版
- 全音楽譜出版社版
  - 演奏頻度の高い30曲を厳選した「ハイドン ソナタ集」が全2巻（各巻に15曲収録）にまとめて刊行している。